# Gwurra aphrodite
Gwurra aphrodite är en insektsart som beskrevs av Rauno E. Linnavuori 1973. Gwurra aphrodite ingår i släktet Gwurra och familjen Caliscelidae. Inga underarter finns listade i Catalogue of Life.